# Johannes Grubenbecher
Johannes Grubenbecher (* 21. September 1886 in Essen; † 3. März 1967 in Ottlar) war ein deutscher Fotograf; er unterrichtete ab 1914 an der Hamburger Kunstgewerbeschule.

## Leben
Johannes Grubenbecher war ein Schüler des Fotografen Hugo Erfurth und später ein Vertreter der Neuen Sachlichkeit; er arbeitete in Hamburg.
Grubenbecher arbeitete in verschiedenen Bereichen wie Porträtfotografie, Architekturfotografie und Industriefotografie. Er war auch ein Pionier der Farbfotografie und arbeitete mit verschiedenen Techniken wie Autochrom, Dufaycolor und Agfacolor. Er war auch als Lehrer tätig und unterrichtete ab 1914 an der Hamburger Kunstgewerbeschule. Zu seinen Schülern gehörten bekannte Fotografen wie Hildi Schmidt Heins und Elsbeth Köster. Am 25. Juni 1937 beantragte er die Aufnahme in die NSDAP und wurde rückwirkend zum 1. Mai desselben Jahres aufgenommen (Mitgliedsnummer 4.487.141). 1940 schloss er sich dem Reichskolonialbund an. Nach Umbenennung der Hochschule in Hansische Hochschule für Bildende Künste und als „Kulturbolschewist“ wurde er 1934 aus dem Lehrdienst entlassen. 1953 trat er von dieser Aufgabe zurück.
Grubenbechers Werk ist in  Museen und Galerien zu sehen, darunter das Museum für Kunst und Gewerbe in Hamburg und das Museum Ludwig in Köln.